# Chrysoperla suzukii
Chrysoperla suzukii is een insect uit de familie van de gaasvliegen (Chrysopidae), die tot de orde netvleugeligen (Neuroptera) behoort. 
Chrysoperla suzukii is voor het eerst wetenschappelijk beschreven door Okamoto in 1919.